# Jeen-Yuhs
A jeen-yuhs: Kanye-trilógia egy 2022-ben megjelent dokumentumfilm, amelyet Coodie & Chike rendezett, Kanye West amerikai előadó, lemezproducer, üzletember és divattervező, illetve részben Coodie Simmons életéről. A háromrészes film első felvonását a 2022-es Sundance Filmfesztiválon mutatták be, 2022. január 23-án. A sorozat 2022. február 16-án jelent meg a Netflixen.

## Gyártás
2021. május 6-án bejelentették, hogy a Netflix megvásárolt egy dokumentumfilmet Kanye West életéről, amelyben az utolsó két évtizedből szerepelnek felvételek, zenei karrierjéről és divatról, anyja, Donda West haláláról, illetve sikertelen 2020-as elnökségi kampányáról.
A Variety szerint a Netflix 30 millió dollárt költött a dokumentumfilm megvételére. 2021. szeptember 25-én az amerikai cég bejelentette, hogy 2022-ben fog megjelenni és Jeen-Yuhs lesz a címe.

## Epizódok
| # | Cím                                     | Rendező        |
| --- | --------------------------------------- | -------------- |
| 1. | act i: Vision (act i: Vision)           | Coodie & Chike |
| Miután elkápráztatta Chicago hiphopelőadóit, a kiváló, de sikerre vágyó producer, Kanye West New Yorkba költözik, de nehezére esik kiadót találni és magához ragadni a mikrofont, mint egy MC.       |                                         |                |
| 2. | act ii: PURPOSE (act ii: PURPOSE)       | Coodie & Chike |
| Kanye keményen dolgozik, hogy bebiztosítsa jelenlétét a kiadónál. Mikor egy autóbaleset és egy törött állkapocs mindent veszélybe helyez, a megállíthatatlan előadó fájdalmát platinává változtatja. |                                         |                |
| 3. | act iii: AWAKENING (act iii: AWAKENING) | Coodie & Chike |
| Miután a College Dropout több Grammy-díjat is megnyert, a dokumentumfilm teljesnek tűnik. De élet, halál és hírnév az útjába áll, míg a két út újra nem kereszteződik.                               |                                         |                |